# Krakower See
Der Krakower See befindet sich im Landkreis Rostock in Mecklenburg.

## Lage
Etwas nördlich der großen mecklenburgischen Seen gelegen, hat er eine Nord-Süd-Ausdehnung von rund 9 km und eine durchschnittliche Tiefe von 7,4 m. Die größte Ost-West-Ausdehnung beträgt 3 km. Der Krakower See gliedert sich in Unter- und Obersee. Die Landschaft um den stark gegliederten Untersee ist eher flach. Der Untersee ist Bestandteil des Landschaftsschutzgebietes Krakower Seenlandschaft. Am Westufer des Untersees liegt die namensgebende Ortschaft Krakow am See. Der inselreiche südliche Obersee liegt im Naturpark Nossentiner/Schwinzer Heide und ist seit 1932 das Naturschutzgebiet Krakower Obersee. Nicht weit vom westlichen Ufer des Obersees verläuft einer der schönsten Abschnitte der Bundesstraße 103.
Die Verbindung von Unter- und Obersee am Wadehäng ist nur wenige Meter breit und wird von der Straße nach Dobbin-Linstow überquert.
Der Aussichtsturm auf dem Jörnberg ermöglicht einen weiten Blick auf den Krakower Untersee.

## Nebeltal
Am Nordende des Krakower Sees bei Serrahn beginnt das schöne Durchbruchstal der Nebel mit ausgedehnten Wanderwegen und der Wassermühle in Kuchelmiß.